# 小谷田 (入間市)
小谷田（こやた）は、埼玉県入間市の大字、町名。現行行政地名は大字小谷田及び小谷田一丁目から小谷田四丁目。郵便番号は358-0026。

## 地理
入間市の中部に位置し、中央に霞川が流れる。南部には入間インターチェンジや三井アウトレットパーク 入間（所在地は隣接する宮寺）が所在するため沿道施設や交通量が多い。北部の八津池周辺はニュータウン造成が行われた。

## 世帯数と人口
2024年（令和6年）3月1日現在の世帯数と人口は以下の通りである。
| 大字・丁目   | 世帯数    | 人口     |
| ------------ | --------- | -------- |
| 小谷田       | 2,729世帯 | 5,805人  |
| 小谷田一丁目 | 1,084世帯 | 2,312人  |
| 小谷田二丁目 | 474世帯   | 980人    |
| 小谷田三丁目 | 426世帯   | 936人    |
| 小谷田四丁目 | 132世帯   | 270人    |
| 計           | 4,845世帯 | 10,303人 |

## 小・中学校の学区
市立小・中学校に通う場合、学区は以下の通りとなる。
| 丁目・大字   | 番地                        | 小学校               | 中学校               |
| ------------ | --------------------------- | -------------------- | -------------------- |
| 小谷田       | 275〜964番地 1254〜1266番地 | 入間市立新久小学校   | 入間市立東金子中学校 |
| 小谷田       | その他                      | 入間市立東金子小学校 | 入間市立東金子中学校 |
| 小谷田一丁目 | 全域                        | 入間市立扇小学校     | 入間市立向原中学校   |
| 小谷田二丁目 | 全域                        | 入間市立東金子小学校 | 入間市立東金子中学校 |
| 小谷田三丁目 | 全域                        | 入間市立東金子小学校 | 入間市立東金子中学校 |
| 小谷田四丁目 | 4〜5番                      | 入間市立新久小学校   | 入間市立東金子中学校 |
| 小谷田四丁目 | その他                      | 入間市立東金子小学校 | 入間市立東金子中学校 |

## 交通
地内に鉄道は敷設されていない。

### 道路
- 圏央道
  - 入間インターチェンジ
- 国道16号
- 国道299号
- 国道463号
- 東京都道・埼玉県道63号青梅入間線

## 施設
- 武蔵カントリークラブ豊岡（一部）
- 埼玉西部消防組合入間消防署
- 入間市立東金子小学校
- 入間市立東金子中学校
- 埼玉県立入間わかくさ高等特別支援学校
- 入間市 東金子公民館
- 東金子地区体育館
- 氷川神社
- 天台宗本山派 明王寺
- 法栄山東光寺 - 武蔵野三十三観音霊場第19番札所。
- 東京電力パワーグリッド豊岡変電所
- 中央公園

## 出身者
- 田中龍夫 - 元入間市長、元埼玉県議会議員、元入間市議会議員